# Крейг, Ральф
Ральф Крейг (англ. Ralph Craig; 21 июня 1889 — 21 июля 1972) — американский бегун на короткие дистанции. Олимпийский чемпион 1912 года на дистанциях 100 и 200 метров.
Первоначально специализировался на беге с барьерами. Выпускник Мичиганского университета.
Знаменосец сборной США на церемонии открытия Олимпийских игр 1948 года. Также на Олимпиаде в Лондоне был запасным участником сборной по парусному спорту. В 2010 году включён в Зал славы лёгкой атлетики США.